# Ecnomus relictus
Ecnomus relictus is een schietmot uit de familie Ecnomidae. De soort komt voor in het Palearctisch gebied.